# Marek Motyka

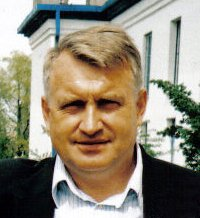
Marek Motyka

Marek Motyka (* 17. April 1958 in Żywiec) ist ein ehemaliger polnischer Fußballspieler und derzeitiger -trainer.

## Karriere als Fußballer
Marek Motyka begann seine Profikarriere bei Hutnik Krakau, ehe er Anfang 1978 zu Wisła Krakau wechselte. Mit dem Verein wurde er 1978 polnischer Meister und 1979 sowie 1984 polnischer Pokalfinalist. Im Jahr 1990 wechselte er zum norwegischen Club Brann Bergen, woraufhin er wieder nach Polen zurückkehrte und bei Vereinen wie Hetman Zamość und Cracovia spielte. Alles in allem brachte es Motyka zu 224 Spielen und 6 Toren in der 1. polnischen Liga. Außerdem bestritt er 6 Länderspiele für die polnische Nationalmannschaft.

## Karriere als Trainer
Seine Trainerkarriere begann Motyka bei Szczakowianka Jaworzno, bei denen er von Mai 2002 bis Mai 2003 tätig war. Szczakowianka glückte sogar der Aufstieg in die Ekstraklasa mit ihm. Nach seinem Abgang war er bei Tłoki Gorzyce tätig, ehe Verantwortliche von Polonia Warschau ihn um Hilfe baten, den Verein vor der Degradierung zu bewahren. Nachdem er im Juni 2005 durch Dariusz Kubicki abgelöst wurde, begann er am 4. November seine Arbeit bei Górnik Zabrze und bewahrte den Verein vor dem Abstieg in die 2. Liga. Zwischen Januar 2006 und April 2006 wurde er durch Ryszard Komornicki ersetzt, ehe er am 12. Dezember 2006 entlassen wurde. Jedoch kehrte er im März 2007 wieder zu Gornik Zabrze zurück. Am 9. Juli 2008 wurde er als neuer Trainer beim zweimaligen polnischen Meister Polonia Bytom vorgestellt.
Infolge der 0:3-Heimspielniederlage von Polonia Bytom gegen Ruch Chorzów wurde Motyka am 15. März 2009 von seinem Trainerposten beurlaubt. Seit dem 18. Mai 2009 ist Motyka Trainer von Korona Kielce.
Nach einigen unterklassigen Trainerämtern war Motyka 2015 zuletzt Trainer des polnischen Zweitligisten Rozwój Katowice, seit seiner Entlassung dort ist er jedoch vereinslos.